# Élections régionales de 2018 en Vallée d'Aoste
Les élections régionales de 2018 en Vallée d'Aoste se déroulent le 20 mai 2018 afin d'élire les 35 conseillers de la XVe législature du Conseil de la Vallée d'Aoste pour un mandat de cinq ans.

## Contexte
La précédente élection de 2013 a vu la coalition de centre-droit « Vallée d'Aoste », emmenée par l'Union valdôtaine (UV), emporter d'une voix la majorité absolue (18 sur 35) sur la coalition de centre-gauche « Autonomie Liberté Démocratie », regroupant l'Union valdôtaine progressiste (UVP), Autonomie Liberté Participation Écologie (ALPE) et le Parti démocrate (PD).
La coalition gagnante dirige le gouvernement de la Vallée, avec Augusto Rollandin comme président jusqu'en mars 2017, quand une motion de censure est adoptée au Conseil de la Vallée à la suite de dissensions, de scandales financiers à répétition et de la mise en examen de 25 conseillers sur 35,. Une nouvelle équipe gouvernementale est alors formée, sans l'Union valdôtaine, et dirigée par Pierluigi Marquis. En octobre suivant, Laurent Viérin lui succède à la tête d'une coalition regroupant cette fois l'UV, l'UVP, le PD et l'EPAV.
Ce scrutin s'inscrit dans un contexte politique qui a vu le Mouvement 5 étoiles arriver légèrement en tête lors des dernières élections générales de mars 2018 (avec 24,10 % des voix) et faire ainsi élire au scrutin majoritaire Elisa Tripodi, députée de la Vallée d'Aoste. Le Pd, allié à l'UV-UVP-EPAV, avait alors obtenu 21,74 %, Per Tutti-Pour Tous-Pe Tcheut (ALPE-Stella Alpina-Pour Notre Vallée) 18,25 %, la Ligue 17,45 % et FI-FdI-NVA 8,33 %.
Le dépouillement commence le lendemain des élections à 8 h, regroupé dans seulement 4 communes (celles de Saint-Pierre, Fénis, Verrès et Aoste) où ont été rassemblés les bulletins de vote.
La participation finale a été de 65,12 % avec 67 146 votants sur 103 117 électeurs inscrits (en 2013, avaient participé 73,03 %, soit huit points de plus).

## Résultats
|                        |                                                 |         |       |       |        |               |  |  |  |  |  |  |  |  |
| Listes                 | Listes                                          | Voix    | %     | +/-   | Sièges | +/-           |  |  |  |  |  |  |  |  |
|                        | Union valdôtaine (UV)                           | 12 265  | 19,25 | 14,22 | 7      | 6             |  |  |  |  |  |  |  |  |
|                        | Ligue Salvini–Jeune Val d'Aoste (L)             | 10 872  | 17,06 | N/A   | 7      | 7             |  |  |  |  |  |  |  |  |
|                        | Liste commune AC–SA–PNV                         | 6 792   | 10,66 | 1,59  | 4      | 1             |  |  |  |  |  |  |  |  |
|                        | Union valdôtaine progressiste (UVP)             | 6 750   | 10,59 | 8,62  | 4      | 3             |  |  |  |  |  |  |  |  |
|                        | Mouvement 5 étoiles (M5S)                       | 6 652   | 10,44 | 3,92  | 4      | 2             |  |  |  |  |  |  |  |  |
|                        | Autonomie Liberté Participation Écologie (ALPE) | 5 733   | 9,00  | 3,41  | 3      | 2             |  |  |  |  |  |  |  |  |
|                        | Engagement civique (IC)                         | 4 806   | 7,54  | Nv.   | 3      | 3             |  |  |  |  |  |  |  |  |
|                        | Mouv'                                           | 4 545   | 7,13  | Nv.   | 3      | 3             |  |  |  |  |  |  |  |  |
|                        | Parti démocrate–Gauche Vallée d'Aoste (PD)      | 3 436   | 5,39  | 3,49  | 0      | 3             |  |  |  |  |  |  |  |  |
|                        | Centre-droit Vallée d'Aoste (FI–FdI–MNVdA)      | 1 862   | 2,92  | 1,29  | 0      | en stagnation |  |  |  |  |  |  |  |  |
|                        |                                                 |         |       |       |        |               |  |  |  |  |  |  |  |  |
| Suffrages exprimés     | Suffrages exprimés                              | 63 713  | 94,90 |       |        |               |  |  |  |  |  |  |  |  |
| Votes blancs           | Votes blancs                                    | 813     | 1,21  |       |        |               |  |  |  |  |  |  |  |  |
| Votes invalides        | Votes invalides                                 | 2 612   | 3,89  |       |        |               |  |  |  |  |  |  |  |  |
| Total                  | Total                                           | 67 161  | 100   | -     | 35     | en stagnation |  |  |  |  |  |  |  |  |
| Abstentions            | Abstentions                                     | 35 976  | 34,87 |       |        |               |  |  |  |  |  |  |  |  |
| Inscrits/Participation | Inscrits/Participation                          | 103 117 | 65,13 |       |        |               |  |  |  |  |  |  |  |  |

## Conséquences
Les résultats sont marqués par le recul des formations locales établies (UV et UVP), la sortie du parlement des partis nationaux italiens (avec le PD qui perd les trois mandats qu'il détenait), et la montée de nouvelles formations locales (IC et Mouv'), ainsi que la percée significative de la Ligue, et le progrès du Mouvement 5 étoiles.
Le 27 juin 2018, Nicoletta Spelgatti, de la Ligue, est élue présidente régionale, par 18 votes sur 35. Elle forme sa majorité avec la Ligue, Stella Alpina–Pour notre vallée, ALPE, Mouv' et un indépendant (ex-UV). Cependant, des tensions internes se font rapidement sentir. Après un peu plus de trois mois, Stella Alpina et ALPE se retirent de la majorité. Après la démission de deux membres du cabinet, une motion de censure est adoptée par 18 votes, entraînant la chute du gouvernement Spelgatti. Antonio Fosson est par la suite élu président, avec l'appui de son parti, Pour notre vallée, l'Union valdôtaine, l'Union valdôtaine progressiste, ALPE et Stella Alpina, disposant d'une majorité de 18 sièges.